# Erenet
ERENET (Entrepreneurship Research and Education Network of Central European Universities) ist ein vereins- oder gesellschaftsrechtlich nicht registriertes Netzwerk zur Förderung der Forschung und des wissenschaftlichen Austausches zum Thema Entrepreneurship sowie der akademischen Ausbildung von Entrepreneurs in den mittel- und osteuropäischen Ländern. 

## Allgemeines
ERENET wurde im Frühjahr 2005 unter anderem auf Initiative von Professor Péter Szirmai (1947–2013) gegründet. Es hat sein permanentes Sekretariat  beim Small Business Development Center der Corvinus-Universität in Budapest, dessen Direktor Szirmai war. Eine Zweigstelle für Südosteuropa befindet sich in Belgrad beim Institute of Economic Sciences. ERENET hat (2013) 192 akademische Mitglieder in  43 Ländern, u. a. 40 Mitglieder in Ungarn. Wissenschaftlicher Direktor ist Antal Szabó, ehemaliger Regionalberater der UNECE.
Neben der Förderung der Forschungskooperation und dem Austausch wissenschaftlicher Arbeitsergebnisse sieht ERENET seine Aufgabe in der Politikberatung der EU-Beitrittsländer und der Länder der BSEC (Black Sea Economic Cooperation Organization) zu Fragen der Förderung der Existenzgründung sowie kleiner und mittelständischer Unternehmen. ERENET leistet so einen Beitrag zur Verbreitung und Harmonisierung der akademischen Entrepreneurausbildung in den Ländern Mittel- und Osteuropas durch Austausch von Best-Practice-Lösungen. Das Netzwerk veranstaltet regelmäßig Workshops und gibt die elektronische Publikationsreihe ERENET PROFILE heraus.